# Кербер (месец)
Кербер (S/2011 (134340) 1) је Плутонов природни сателит.

## Откриће
Открио га је Марк Р. Шовалтер,28. јуна 2011, али његово откриће је потврђено тек 20. јула 2011..

## Прва посета
Прва сонда која ће посетити Кербера и остале Плутонове природне сателите биће сонда Нови хоризонти у јулу 2015..

## Опис
Претпоставља се да има пречник између 13 и 34 км, тако да је четврти Плутонов природни сателит по величини (једино је мањи Стикс).